# Adi Enberg
Adi Solveig Enberg (Barcelona, 15 de maig de 1901 - Barcelona, 5 de juny de 1989) coneguda durant uns anys com La senyora Pla, fou una dona barcelonina, filla de pare noruec i mare sueca, periodista, poliglota, aventurera i espia. Durant gairebé quinze anys fou companya intermitent, i presumpta esposa, de Josep Pla Casadevall.

## Biografia
Nascuda a Barcelona, Adi Enberg era la petita dels fills de Halfdan Enberg, cònsol de Dinamarca, i d'Olga Whertman, amb la qual s'havia casat en segones núpcies.
Nascuda al carrer de Santjoanistes, fou alumna del Col·legi Alemany, aleshores al carrer de Moià, i dominava diversos idiomes. Amb només disset anys es casà amb un cosí segon. Visqueren entre Lió i París durant els cinc anys que durà llur matrimoni i després de la separació, tornà a Barcelona amb els pares. Més tard, residí sola a Londres i París, on conegué Josep Pla en els ambients bohemis que freqüentaven alguns catalans exiliats que s'havien oposat públicament a la Guerra del Marroc. Enberg i Pla es veien amb intermitència i desenvolupaven llurs carreres periodístiques per separat. El 1926, després de passar plegats el Nadal a Londres, anunciaren per carta a la família i amics que es casaven. Pla descrivia Adi Enberg com la dona ideal per posar equilibri i ordre a la seva vida: atractiva, culta, distingida i poliglota. Al seu retorn a Barcelona, tot i que mai mostraren cap document que acredités el casament, ella fou coneguda com la senyora Pla. Després del suposat casament, passaren uns mesos a Ajaccio, a l'illa de Còrsega. Després de la proclamació de la Segona República Espanyola, visqueren a Madrid, amb períodes de vacances a Barcelona i Palafrugell.
A l'inici de la Guerra Civil s'exiliaren a Marsella on entraren en contacte amb l'empresari Josep Bertran i Musitu, exministre d'Alfons XIII, dirigent de la Lliga Regionalista i creador del Servei d'informació del Nord-est d'Espanya (SINFE) que els proposà col·laborar en tasques d'espionatge a favor del bàndol nacional. La seva missió consistia a passejar pel port, parlar amb mariners en bars i tavernes i apuntar totes les entrades i sortides dels vaixells. Ells acceptaren, i la informació que recollien era enviada pel SINFE a la base de Mallorca d'on sortien els submarins que torpedinaven i enfonsaven els vaixells que portaven subministraments a l'Espanya republicana. A partir del juliol del 1937, els moviments del SINFE foren perseguits per la gendarmeria francesa; llavors Enberg fou contractada com a secretària personal de Francesc Cambó i es desplaçà amb ell a les residències de Montreux (Suïssa) i Opatija (Croàcia). Pel seu cantó, Josep Pla se n'anà a París i més tard es traslladà a Roma amb ajuda econòmica de Cambó, a canvi de col·laborar en la redacció de material de propaganda antirepublicana i diversos llibres, entre els quals destacà la Historia de la Segunda República Española. El 1938 feu un viatge a Sardenya i més tard anà a recollir Enberg a Opatija i aprofitaren per fer junts un creuer per l'Adriàtic, abans de tornar a Roma, recollir els seus efectes personals i traslladar-se a Biarritz, des d'on entraren a la zona nacional per Sant Sebastià. Enberg reprengué la feina de secretària de Bertran i Musitu fins que, amb la derrota del bàndol republicà, ella i Pla tornaren a Barcelona el mateix dia de l'entrada de les tropes franquistes.
La ruptura definitiva de la parella, tot i que no perderen el contacte, es produí quan Pla, incòmode i desenganyat per la nova situació, després de treballar tres mesos a La Vanguardia, decidí instal·lar-se a la recòndita cala Fornells, al litoral de Begur, i al cap de poc temps inicià una relació amb Aurora Perea Mené.
El 1951 Enberg es tornà a casar amb el pintor mallorquí Joan Antoni Fuster Valiente. Fou un matrimoni civil, ja que ella encara estava casada amb el seu cosí, pel ritu protestant, i no aconseguí la dispensa. L'ambient conservador i opressiu de Mallorca feu que es traslladessin definitivament a Catalunya, primer a Begur i després a Sitges, on van regentar un hotel, la Residència Victòria. Després de la mort de Fuster Valiente el 1964, Enberg es traslladà a Barcelona, on freqüentà la intel·lectualitat catalana, i fou un referent de la gauche divine. Morí a Barcelona el 1988.